# 東方紅藥業

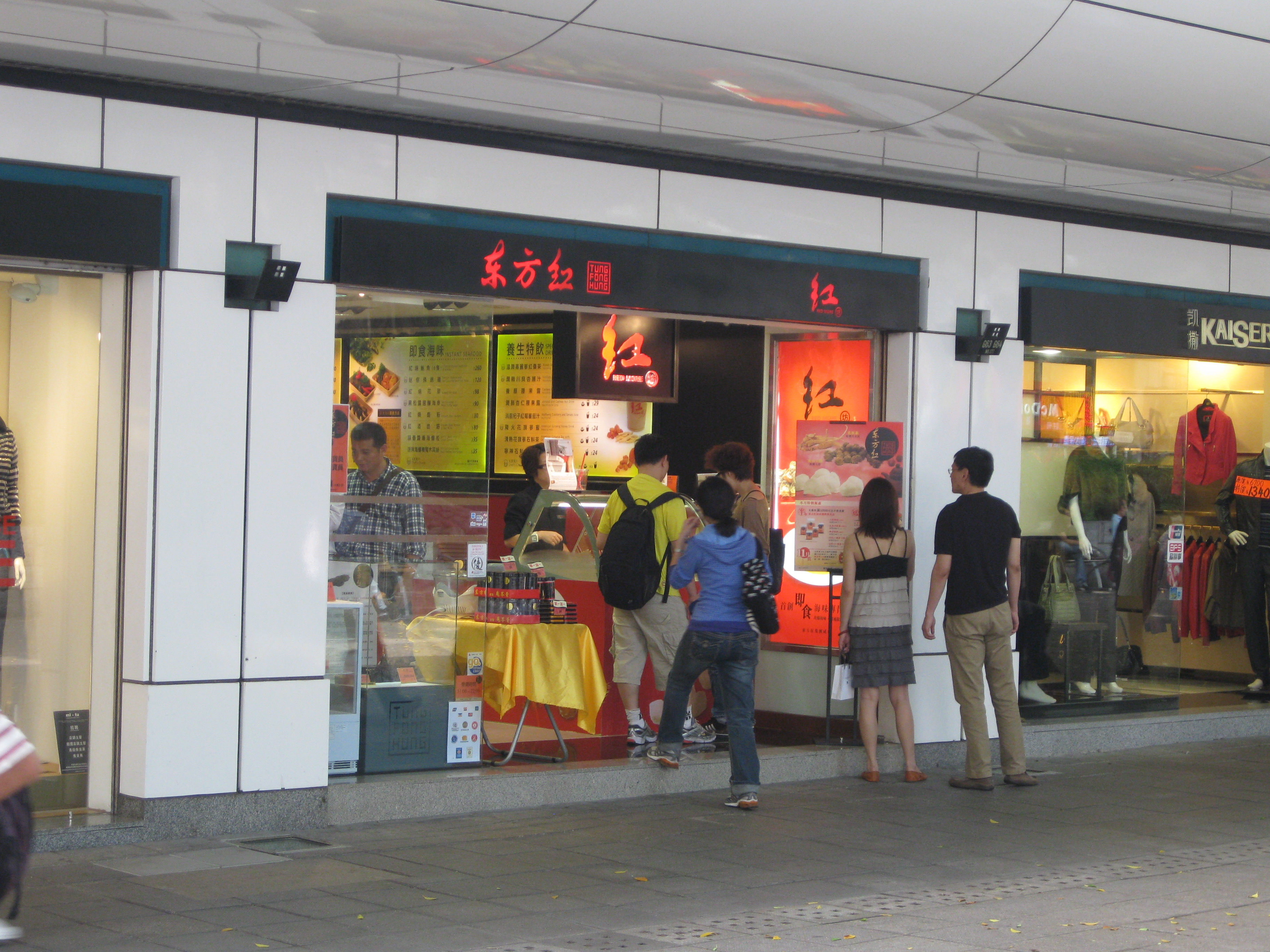
柏麗購物大道的東方紅藥業分店

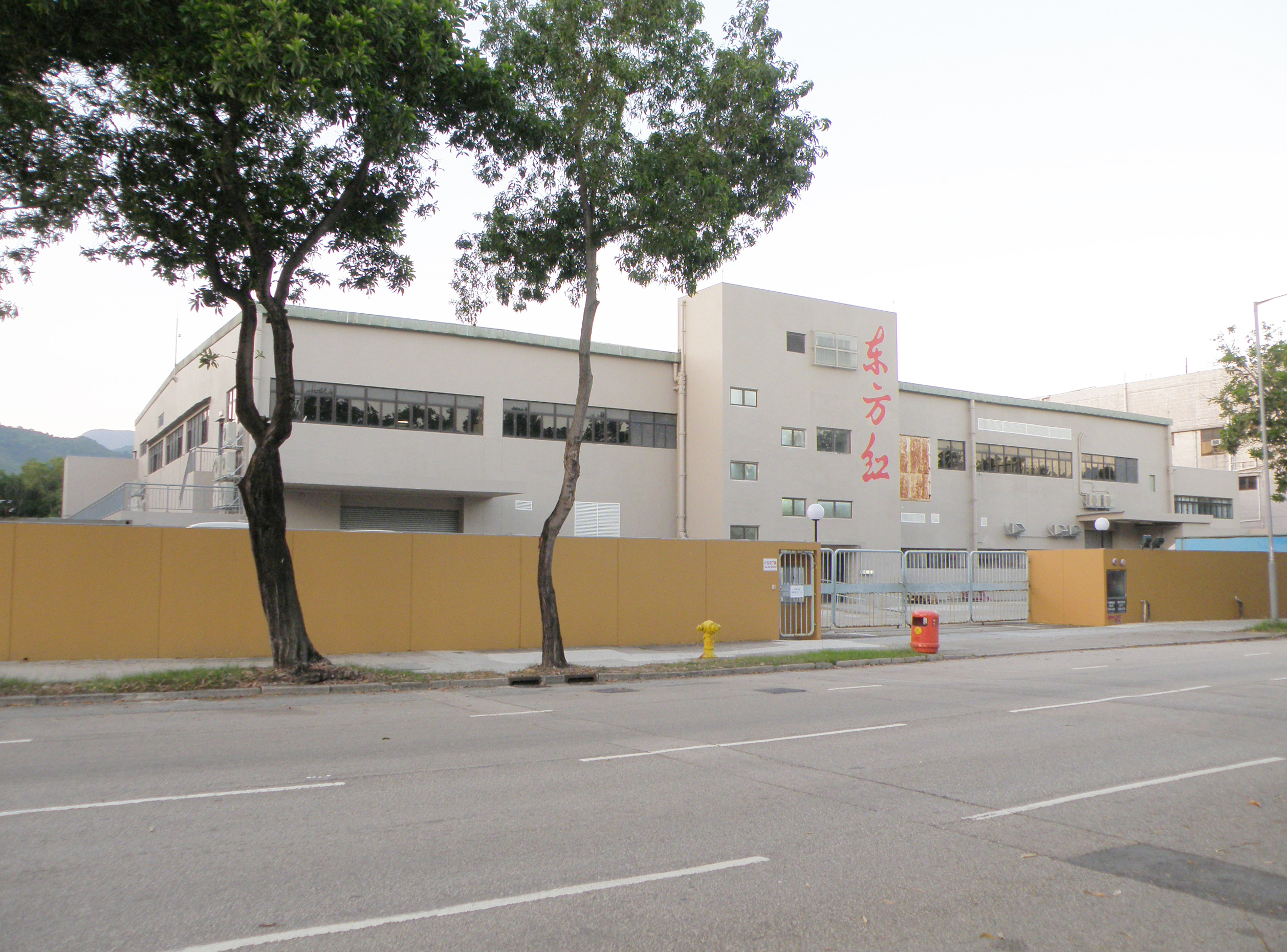
東方紅大埔藥廠

東方紅藥業有限公司（Tung Fong Hung (Medicine) Co Ltd）是香港一家著名中藥藥業公司，創立於1971年，目前分店分布於大中華地區、新加坡以及加拿大。
曾在1988年在香港交易所主板上市，但已購回給德祥企業有限公司。